# Быстрица (приток Трубежа)
Быстрица (устар. Бобровица; укр. Бистриця) — река на Украине, протекает по Бобровицкому району Черниговской области. Левый приток Трубежа.
Длина реки составляет 26 км, площадь водосборного бассейна — 127 км². Уклон реки — 0,76 м/км. На Быстрице расположены город Бобровица, сёла Макаровка, Рудьковка и Сухиня. За Сухиней река впадает в Трубеж на 113 км от устья.
В пределах населённых пунктов Быстрица запруджена многочисленными прудами (официально имеет 2 пруда). Между Рудьковкой и Сухиней река пересекает большой лесной массив. Часть реки длиной 13,1 км от устья является магистральным каналом осушительной системы «Рудьковка», на этом отрезке реки находится 5 гидротехнических сооружений. Вода реки относится к гидрокарбонатному классу, общая минерализация 550 мг/л.
У реки найдены могилы (курганы) 2-1 тыс. до н. э. и городище XI—XIII веков.
Местные жители в древние времена занимались бобровыми промыслами (город Бобровица), а также добывали болотную руду и в небольших печах плавили металл (село Рудьковка).
Быстрица упоминается в переписной книге Малороссийского приказа (1666), «Генеральном следствии Киевского полка» (1729—1731), «Списках населённых мест Российской империи» (1866) и других документах под названием Бобровица. На некоторых картах реку указано как часть Трубежа. В «Подробном атласе Российской империи с планами главных городов» Ильина (1871) река уже имела современное название.